# Xyrichtys pastellus
Xyrichtys pastellus es una especie de peces de la familia Labridae en el orden de los Perciformes.

## Morfología
- Los machos pueden llegar alcanzar los 11,7 cm de longitud total y las hembras, 10,6 cm.[1]

## Distribución geográfica
Se encuentra en el sudoeste del Pacífico. Se han localizado ejemplares en las costas de Australia, más concretamente en la isla de Lord Howe y en los arrecifes Elizabeth y Middleton, en Nueva Gales del Sur.

## Hábitat
Fondos arenosos de arrecifes coralinos a una profundidad de 10 a a 25 m.